# پاتریک کامینز
پاتریک کامینز (انگلیسی: Patrick Cummins؛ زادهٔ ۱۶ نوامبر ۱۹۸۰) ورزشکار هنرهای رزمی ترکیبی اهل ایالات متحده آمریکا است. وی بین سال‌های ۲۰۱۰ تا ۲۰۱۹ میلادی فعالیت می‌کرد.